# 4622 Solovjova
4622 Solovjova è un asteroide della fascia principale. Scoperto nel 1979, presenta un'orbita caratterizzata da un semiasse maggiore pari a 3,2022074 UA e da un'eccentricità di 0,1387175, inclinata di 1,72939° rispetto all'eclittica.